# David Newman (scénariste)
Pour les articles homonymes, voir David Newman.
David Newman est un réalisateur et scénariste américain, né le 4 février 1937 à New York et mort le 27 juin 2003 dans la même ville.

## Jeunes années
Tout comme Robert Benton avec qui il a écrit le scénario du film à succès Bonnie and Clyde, il s'est formé à une époque où les écoles de cinéma n'existaient pas en allant voir des films dans des salles d'Art et Essai. Il a une grande admiration pour le film de Jean-Luc Godard À bout de souffle ainsi que pour le réalisateur François Truffaut. Cette formation inclut aussi la lecture des livres de Peter Bogdanovich sur Alfred Hitchcock et Howard Hawks.

## Carrière
En 1966, il écrit le livret de la comédie musicale It's a Bird... It's a Plane... It's Superman (musique de Charles Strouse et paroles de Lee Adams). Malgré des critiques plutôt positives, le spectacle n'attire pas les foules et s'arrête après 129 représentations.
Il décide avec Benton d'adapter l'histoire de Bonnie Parker et Clyde Barrow après avoir lu le livre de John Toland The Dillinger Days, parce que leur côté révolutionnaire leur semble raisonner avec l'époque qu'ils vivent, la fin des années 1960. Ils enverront le scénario à François Truffaut qui le confiera à Warren Beatty, ce dernier produisant et jouant dans le film qui est un grand succès.

## Filmographie partielle
- 1967 : Bonnie et Clyde d'Arthur Penn
- 1970 : Le Reptile de Joseph L. Mankiewicz
- 1972 : On s'fait la valise, Doc ? de Peter Bogdanovich
- 1972 : Les rebelles viennent de l'enfer (Bad Company) de Robert Benton
- 1978 : Superman de Richard Donner
- 1980 : Superman 2 de Richard Lester
- 1982 : La Mort aux enchères de Robert Benton
- 1982 : La Flambeuse de Las Vegas de Don Siegel
- 1983 : Superman 3 de Richard Lester
- 1984 : Sheena, reine de la jungle de John Guillermin